# Руденко, Елена Николаевна
Еле́на Никола́евна Руде́нко (род. 6 октября 1961, г. Чигирин, Украинская ССР) — белорусский филолог, языковед, доктор филологических наук (2000), профессор (2005).

## Биография
Елена Николаевна родилась 6 октября 1961 года в городе Чигирин Черкасской области на Украине.
1980 - 1985 - училась на филологическом факультете БГУ. (Специальность "Филолог. Преподаватель русского языка и литературы"). В 1989 г. защитила диссертацию ("Обозначения интеллектуальных понятий современного и старобелорусского языка", научн. рук. – член-корреспондент АН БССР проф. Журавский А.И.) и получила учёную степень кандидата филологических наук.
1988–1989 гг. - работала в институте языкознания АН БССР, участвовала в составлении "Гістарычнага слоўніка беларускай мовы", "Этымалагічнага слоўніка беларускай мовы".
С 1989 г. работала старшим преподавателем кафедры языкознания в Минском государственном институте иностранных языков (теп. вр. Минский государственный лингвистический университет).
1995–1998 гг. - обучалась в докторантуре Минского государственного лингвистического университета . В 1998 г. стажировалась в университете г. Эрланген-Нюрнберг (Германия). С 1999 г. работала доцентом на кафедре теоретического и славянского языкознания БГУ. В 2000 г. защитила докторскую диссертацию по специальностям: Общее языкознание, социолингвистика, психолингвистика; Белорусский язык по теме “Семантическая система глаголов когнитивной деятельности (на материале белорусского языка)".
С 2005 по 2021 гг. работала профессором на кафедре теоретического и славянского языкознания в БГУ. Читала курсы лекций: Общее языкознание, Основы сопоставительной лингвистики, Этнолингвистика, Введение в германскую филологию, История украинского литературного языка, Философия языка и коммуникации и др.

## Научная деятельность
Сфера научных интересов — языковая семантика, синхронная и историческая лексикология, белорусский язык, славянские языки, теория языка, сопоставительное языкознание, когнитивная лингвистика, этнолингвистика.
Руденко Е. Н. имеет более 200 научных и методических публикаций . Среди них 14 учебников и учебных пособий, 10 книг, 9 монографий. Читала лекции в университетах: Рур-Бохум (Германия), Варшавский университет (Польша), Карлов университет (Чехия), Славянский университет (Молдова), Университет г. Мачерата (Италия), Университет Бригама Янга (Прово, США), Восточный Вашингтонский университет (Чини, США), Венский университет (Австрия).
Работала гостевым профессором в 2004 и 2007 годах - Карлов университет (Прага, Чехия),в 2011 г. – университет г. Вены (Австрия). Член Этнолингвистической комиссии при Международном комитете славистов (с 2006 г.). Как член этой комиссии принимает участие в международном проекте EUROJOS «Ценности в культурно-языковой картине мира славян и их соседей» (с 2009 г.).
Руководила коллективной научно-исследовательской темой «Белорусский язык среди других языков: система, развитие, взаимодействие» (номер госрегистрации 20061689), которая финансировалась Фондом фундаментальных исследований РБ (2 доктора наук и 13 кандидатов наук) (2006 - 2010 гг.)
Руководила (с белорусской стороны) совместным российско-белорусским исследовательским проектом «Этнокультурное самосознание белорусов и русских в контексте мировых культурных процессов: динамика и сопоставление» (2010-2012).
Под руководством Руденко Е. Н. было защищено 13 кандидатских диссертаций .

## Основные труды
Книги:
1. Руденко, Е. (2014). Этнолингвистика без границ (Введение в лингвистическую антропологию). Etnolingvistika bez granic – Rudenka, A. Ethnolinguistics without borders. Minsk: Belarusian State University (BSU).
2. Рудэнка, А. (2000). Дзеясловы з семантыкай разумовых працэсаў у беларускай мове. Dzejaslovy z semantykaj razumovyh pracesaў u belaruskaj move. – Rudenka, A. Verbs with semantics of cognitive processes in the Belarusian Language. Minsk: BSU
Книги в соавторстве:
1. Bartmiński, J., Grzeszczak, M., Rudenka, A. (red.) (2024). Leksykon aksjologiczny słowian i ich sąsiadów. – Axiological Lexicon of Slavs and Their Neighbours. Lublin – Warszawa: Instytut Slawistyki Polskiej Akademii Nauk, Fundacja Slawistyczna, Wydawnictwo Uniwersytetu Marii Curie-Skłodowskiej.
2. Ivašina, N., Janovec, L., Rudenka, A. (2011). Kolokabilita neslovesných adjektiv v češtině a běloruštině. – Collocability of non-verbal adjectives in Czech and Belarusian. Praha: Nakladatelství Karolinum.
3. Мерзлякова, А., Руденка, А. и др. (2011). Лингвокультурный анализ языковых картин мира. Lingvokul’turnyj analiz jazykovyh kartin mira: dinamika i sopostavlenije. – Merzlyakova, A., Rudenka A. & others. Linguocultural analysis of linguistic worldviews: dynamics and comparison. Izhevsk: Udmurtia University.
4. Мерзлякова, А., Руденка, А. и др. (2010). Культурные концепты: сопоставительный анализ. Kul’turnyje koncepty: sopostavitel’nyj analiz. – Merzlyakova, A., Rudenka A. & others. Cultural Concepts: the Comparative Analysis. Izhevsk: Udmurtia University.
5. Ivashina, N., Janovec, L., Rudenka, A. (2006). Falešní přátelé překladatele. Iлжывыя сябры перакладчыка. – False Friends of Translator (Czech – Belarusian). Prague: Charles University.
6. Ивашина, Н., Руденко, Е., Яумен, Н. Семантико-синтаксическое сопоставление славянских глаголов. Semantiko-sintaksicheskoje sopostavlenije slavjanskih glagolov (na materiale belorusskogo, pol’skogo, russkogo i cheshskogo jazykov). – Ivashina, N., Rudenka, A., Jaumen, N. (2004). The Semantic and Syntactic Comparison of the Slavic Verbs (in the Belarusian, Polish, Russian and Czech languages). Minsk: BSU.
9. Руденко, Е., Соколова, М. (1996). Системное движение и гуманитарные науки. Sistemnoe dvizhenije i gumanitarnye nauki. – Rudenka, A., Sokolova, M. System Movement and the Humanities. Minsk: Minsk State Linguistic University (MSLU).
10. Кожинова, А., Руденко, Е. (1994). Интеллектуальные обозначения: функционирование и мотивация. “Intellektual’nye” oboznachenija: funkcionirovanije i motivacija. – Kozhinova, A., Rudenka, A. “Intellectual” Words: Functioning and Motivation. Minsk: MSLU.
Разделы в книгах:
1. Руденко, Е. (2001). Грамматическая категория числа и выражение количества в белорусском языке. Grammaticheskaja kategorija chisla i vyrazhenije kolichestwa, [in:] Jachnow, H., Norman, B., Suprun., A. (eds.). Quantität und Graduierung als kognitiv-semantische Kategorien. – Rudenka, A. The Grammatical Category of Quantity in the Belarusian language, [in:] Jachnow, H., Norman, B., Suprun., A. (eds.). Quantität und Graduierung als kognitiv-semantische Kategorien. The collective monograph. Wiesbaden: Harassowitz Verlag, 288-316.
2. Руденко, Е. (1998). Дискурсивный анализ общественно-политической лексики 2-й половины XIX века. Diskursivnyj analiz obshchestvenno-politicheskoj leksiki 2-oj poloviny XIX veka, [in:] Uhvanova-Shmygova, I (ed.). Metody issledovanija politicheskogo diskursa. – Rudenka, A. Discourse Analysis of Socio-Political Lexics at the Second Half of the XIX century, [in:] Uhvanova-Shmygova, I (ed.). Research Methods of Political Discourse. Minsk: BSU, 146-162.
Учебники:
1. Руденко, Е. (2009). Интернет. Язык. Лингвистика. Лекцыi па Iнтэрнэт-лінгвістыцы. Internet. Jazyk. Lingvistika. Lekcyi pa Intjernjet-lіngvіstycy. – Rudenka, A. Internet. Language. Linguistics. Minsk: Pravo i ekonomika.
2. Руденко, Е. (2008). Введение в германскую филологию (курс лекций). Vvedenie v germanskuju filologiju (kurs lekcij). – Rudenka, A. Basics of German Philology. Minsk: BSU, 2008.
3. Руденко, Е. (1995). Этымалогiя: задачы, прынцыпы, метады. Etymalogija: zadachy, pryncypy, metady. – Rudenka, A. Etymology: Principles, Objectives, Methods. Minsk: MGLU.
Учебники в соавторстве:
1. Кожинова, А. (ред.) (2019). Введение в славянскую филологию. Vvedenie v slavianskuju filologiju. – Kozhinova, A. (ed.). Introduction to Slavic Philology. Minsk: BSU. 287 p. Разделы Е. Руденко (Chapters by A. Rudenka): Восточные славяне и восточнославянские языки (Eastern Slavs and East Slavic languages, p. 75-84); Западные славяне и западнославянские языки (Western Slavs and West Slavic languages, p. 118-122); Хорватский язык, боснийский язык, черногорский язык (Croatian language, Bosnian language, Montenegrin language, p. 229-240).
2. Красней, В., Рудэнка, А. (2007). Беларуская мова. Падручнiк для 3га класса школ з беларускай мовай навучання. Belaruskaja mova. Padruchnik dlja 3ga klassa shkol z belaruskaj movaj navuchannja. – Krasney, V., Rudenka, A. Belarusian. Textbook for the 3rd grade of schools with the Belarusian language of instruction. Minsk: Nacyjanal’ny instytut adukacyi. P. 1 – 2. (3 editions).
3. Задворная, Е., Кожинова, А., Руденко, Е. (2005). Белорусский язык. Профессиональная лексика. Belorusskij jazyk. Professional’naja leksika. – Zadvornaja, E., Kozhinova, A., Rudenka, A. Belarusian. Professional Lexics. Minsk: TetraSistems.
4. Кожинова, А., Руденко, Е., Тарасевич, Е. (1994). Белорусский язык для русскоязычных. Belorusskij jazyk dlja russkojazychnyh. – Kozhinova, A., Rudenka, A., Tarasevich, E. The Belarusian Language for Russian Speakers. Minsk: MGLU.
5. Леановiч, В., Рудэнка, А., Тарасевiч, А. (1998). Беларуская мова. Падручнiк для 2га класа агульнаадукацыйнай школы з беларускай мовай навучання. Belaruskaja mova. Padruchnik dlja 2ga klasa agul’naadukacyjnaj shkoly z belaruskaj movaj navuchannja. – Leanovich, V., Rudenka, A., Tarasevich, A. Belarusian. Textbook for the 2nd grade of schools with the Belarusian language of instruction. Minsk: Assar. (2 editions).
6. Леановiч, В., Рудэнка, А., Тарасевiч, А. (1996). Беларуская мова. Падручнiк для 1 класа школ з беларускай мовай навучання. Belaruskaja mova. Padruchnik dlja 1ga klasa shkol z belaruskaj movaj navuchannja. – Leanovich, V., Rudenka, A., Tarasevich, A. Belarusian. Textbook for the 1st grade of schools with the Belarusian language of instruction. Minsk: Assar.